# パリ〜コレーズ
パリ〜コレーズ（Paris-Corrèze）は、例年8月上旬、フランスで開催される、自転車競技ロードレースのステージレースの名称。UCIヨーロッパツアーの2.1にランクされている。

## 概要
パリ近郊から、リムーザン地域圏のコレーズ近郊までを走破する大会。ツール・ド・フランス、ジロ・デ・イタリアの総合優勝者であるローラン・フィニョンらが創設にあたり、2001年より開始された、2日間のミニステージレース。
歴代優勝者の名前を見ると、トル・フースホフト、バーデン・クック、フィリップ・ジルベールといった選手たちが名を連ねており、歴史の新しさを感じさせないレースともいえよう。
さらに2008年の当大会において、清水都貴が総合優勝を果たしたことで、日本のロードレースファンにもこのレースの存在を知らしめることになった。
資金難のため、2013年以降、開催されていない。

## 歴代優勝者
| 年   | 選手名                           | 国籍           |      |
| ---- | -------------------------------- | -------------- | ---- |
| 2001 | トル・フースホフト               | ノルウェー     |      |
| 2002 | バーデン・クック                 | オーストラリア |      |
| 2003 | セドリック・ヴァスール           | フランス       |      |
| 2004 | フィリップ・ジルベール           | ベルギー       |      |
| 2005 | フレデリック・フィノー           | フランス       |      |
| 2006 | ディディエール・ルー             | フランス       |      |
| 2007 | エドヴァルド・ボアソン・ハーゲン | ノルウェー     |      |
| 2008 | 清水都貴                         | 日本           |      |
| 2009 | フランシスコ・ベントソ           | スペイン       |      |
| 2010 | ミカエル・ビュファズ             | フランス       |      |
| 2011 | サミュエル・デュムラン           | フランス       |      |
| 2012 | エゴイツ・ガルシア               | スペイン       |      |
| 2013 | 中止                             | 中止           | 中止 |

## 2008年のレース

### 第1ステージ
2008年8月6日（水） アマン・モンロン － アンバザック 196.6km
| 順位 | 選手名             | チーム名                             | 時間          |
| ---- | ------------------ | ------------------------------------ | ------------- |
| 1    | 清水都貴           | 梅丹本舗・GDR                        | 5時間04分26秒 |
| 2    | ブリス・フェイユ   | アージェードゥーゼル・ラモンディアル | +03秒         |
| 3    | ノアン・ルラルジュ | ブルターニュ・アルモール・リュー     | +05秒         |

### 第2ステージ
2008年8月7日（木） ブリヴ － ショメル 161.7km
| 順位 | 選手名                 | チーム名                               | 時間          |
| ---- | ---------------------- | -------------------------------------- | ------------- |
| 1    | ロワイ・モンドリ       | アージェードゥーゼル・ラモンディアーレ | 4時間13分03秒 |
| 2    | ジェレミー・ガラン     | オベール93                             | 同            |
| 3    | ホセ・ホアキン・ロハス | ケス・デパーニュ                       | +02秒         |
| 14   | 清水都貴               | 梅丹本舗・GDR                          | +07秒         |

### 総合成績
| 順位 | 選手名                 | チーム名                               | 時間          |
| ---- | ---------------------- | -------------------------------------- | ------------- |
| 1    | 清水都貴               | 梅丹本舗・GDR                          | 9時間17分36秒 |
| 2    | ブリス・フェイユ       | アージェードゥーゼル・ラモンディアーレ | +03秒         |
| 3    | ノアン・ルラルジュ     | ブルターニュ・アルモール・リュー       | +05秒         |
| 4    | マキシム・ムデレル     | クレディ・アグリコル                   | +42秒         |
| 5    | ホセ・ホアキン・ロハス | ケス・デパーニュ                       | +1分04秒      |
| 12   | 新城幸也               | 梅丹本舗・GDR                          | +1分59秒      |

### ポイント賞
| 順位 | 選手名                 | チーム名                               | ポイント |
| ---- | ---------------------- | -------------------------------------- | -------- |
| 1    | 清水都貴               | 梅丹本舗・GDR                          | 37       |
| 2    | ホセ・ホアキン・ロハス | ケス・デパーニュ                       | 35       |
| 3    | ロワイ・モンドリ       | アージェードゥーゼル・ラモンディアーレ | 30       |